# نادي كانكون
نادي كانكون (بالإسبانية: .Cancún F.C)‏ هو نادٍ مكسيكي محترف لكرة القدم مقره في كانكون. تأسس النادي في يونيو 2020 بعد أن أعلن امتياز Cafetaleros de Chiapas أنه سينتقل إلى مدينة كانكون.